# Parathalassiinae
Parathalassiinae (лат.) — подсемейство двукрылых насекомых из семейства мух-зеленушек (Dolichopodidae).

## Описание
Мелкие мухи длиной 1,0—3,9 мм. Редко собираемые двукрылые, которые обычно обитают на каменистых или песчаных морских побережьях, берегах рек и ручьёв. В настоящее время ничего не известно о неполовозрелых стадиях или местах обитания, которые они занимают, но личиночные Parathalassiinae, вероятно, являются хищниками и живут на песчаных, каменистых или илистых прибрежных и береговых линиях. Диагностические признаки этого подсемейства включают одночлениковую аристу или стилус, усики вставленные высоко на голове, дихоптические самцы, узкое крыло (анальная лопасть не развита), и часто поперечная жилка bm-cu неполная.
Ископаемые представители известны из мелового периода (Канада; Таймырский янтарь — Россия; Нью-Джерси — США; Франция) и эоцена (Балтийский янтарь, Россия).

## Систематика
Подсемейство включает около 50 видов и более 10 родов. Таксон был впервые выделен в 1981 году чешским диптерологом Milan Chvála (1936—2021). Parathalassiinae является частью расширенной концепции семейства Dolichopodidae sensu lato и образует монофилетическую группу с Dolichopodidae sensu stricto. В своё время он был условно помещён в подсемейство Microphorinae как триба Parathalassiini. Согласно Германну и др. (Germann et al., 2011), существуют веские доказательства для помещения Parathalassiinae внутри Dolichopodidae sensu stricto.
- Amphithalassius Ulrich, 1991[9]
- †Archichrysotus Negrobov, 1978[10]
- Chimerothalassius Shamshev & Grootaert, 2003[11]
- †Cretomicrophorus Negrobov, 1978[10]
- †Electrophorella Cumming & Brooks, 2002[12]
- Eothalassius Shamshev & Grootaert, 2005[13]
- Microphorella Becker, 1909
- Neothalassius Brooks & Cumming, 2016[14]
- Parathalassius Mik, 1891
- Plesiothalassius Ulrich, 1991[9]
- †Retinitus Negrobov, 1978[10]
- Thalassophorus Saigusa, 1986

### Комментарии
1. Продольные жилки: C: костальная; Sc: субкостальная; R: радиальная; M: медиальная; Cu: кубитальная; A: анальная.

Поперечные жилки: h: humeral; r-m: радио-медиальная; m-cu: медио-кубитальная.

Ячейки: d: дискальная; br: 1-я базальная; bm: 2-я базальная; cup: cell cup (Fig.399)[1].
2. ↑  Продольные жилки: C: костальная; Sc: субкостальная; R: радиальная; M: медиальная; Cu: кубитальная; A: анальная.

Поперечные жилки: h: humeral; r-m: радио-медиальная; m-cu: медио-кубитальная.

Ячейки: d: дискальная; br: 1-я базальная; bm: 2-я базальная; cup: cell cup (Fig.399)[1].